# Christoph Ernst von Hoverbeck
Theophil Christoph Ernst Freiherr von Hoverbeck (* 28. Februar 1725 in Domkau; † 5. Januar 1781 in Aschersleben) war ein preußischer Generalmajor und Chef des Kürassierregiments „von Seelhorst“ Nr. 6.

## Leben

### Herkunft
Christoph Ernst war der Sohn von Adam Bogislaus von Hoverbeck († 3. August 1735), Herr auf Domkau, Geierswalde sowie Reichenau, und dessen Ehefrau Sophie, geborene von Polenz aus dem Hause Neudeck. Sein Bruder war der spätere preußische Generalmajor Reinhold Friedrich von Hoverbeck (1720–1770).

### Militärkarriere
Hoverbeck kam bereits 1738 als Estandartenjunker in das Kürassierregiment „von Buddenbrock“ Nr. 1. Während des Feldzuges 1740/42 kämpfte er Mollwitz und Chotusitz und wurde zwischenzeitlich am 4. Dezember 1741 Kornett. Im Feldzug 1744/45 wurde Hoverbeck als Leutnant in der Schlacht bei Hohenfriedberg verwundet und kam dann mit seinem Regiment noch in den Schlachten von Soor und Kesselsdorf zum Einsatz. 1747 wurde er Stabsrittmeister.
Während des Siebenjährigen Krieges 1756/63 befand Hoverbeck sich bei den Schlachten von Breslau, wo er wieder verwundet wurde, bei Hochkirch, Kay, Kunersdorf, Torgau und Freiberg. Zudem war er bei den Belagerung von Brieg, Prag und Schweidnitz. Nach der Schlacht bei Torgau erhielt Hoverbeck für seine Tapferkeit den Orden Pour le Mérite. Zudem wurde er während des Krieges am 12. Februar 1758 zum Rittmeister befördert sowie zum Kompaniechef ernannt. Am 23. Januar 1760 stieg Hoverbeck zum Major auf.
1772 und 1773 folgten seine Beförderungen zum Oberstleutnant und zum Oberst. Als solcher wurde Hoverbeck am 25. Juni 1775 zum Kommandeur des Kürassierregiments „von Roeder“ Nr. 1 ernannt. 1778/79 beteiligte er sich am Bayerischen Erbfolgekrieg und wurde am 19. Januar 1779 zum Generalmajor befördert. Gleichzeitig ernannte ihn König Friedrich Wilhelm II. zum Chef des Kürassierregiments „von Seelhorst“ Nr. 6.

### Familie
Hoverbeck war mit Barbara Helene Freiin von Hoverbeck aus dem Hause Queden verheiratet. Das Paar hatte dreizehn Kinder, von denen aber nur die folgenden vier Söhne überlebten:
- Karl Ernst Bogislaus (* 1760), preußischer Stabsrittmeister im Kürassierregiment Nr. 1
- Karl (* 1771; † 10. August 1789), preußischer Kornett im Kürassierregiment Nr. 8
- Friedrich Leopold Eduard (* 22. Mai 1774 in Breslau)
- Friedrich Adam Traugott (* 10. Juni 1776 in Breslau; † 20. Mai 1795 in Berlin), preußischer Junker im Infanterieregiment „von Möllendorff“ Nr. 25